# Orestis Kiomourtzoglou
Orestis Kiomourtzoglou (München, 7 mei 1998) is een Duits-Grieks voetballer die als middenvelder voor Heracles Almelo speelt.

## Carrière

### Clubvoetbal
Orestis Kiomourtzoglou speelde in de jeugd van SpVgg Unterhaching, waar hij in 2015 bij het eerste elftal aansloot. Hij debuteerde voor Unterhaching op 17 juli 2015, in de met 2-2 gelijkgespeelde thuiswedstrijd tegen het tweede elftal van FC Ingolstadt 04 in de Regionalliga Bayern. In deze wedstrijd, een invalbeurt van 6 minuten, wist hij in de 86e minuut de gelijkmaker te scoren. In zijn tweede seizoen met Unterhaching promoveerde hij naar de 3. Liga, het derde professionele niveau van Duitsland. In 2019 vertrok hij naar Heracles Almelo, waar hij een contract voor twee seizoenen tekende.

### Carrière in het nationale team
Orestis Kiormourtzoglou speelde voor het eerst voor Jong Duitsland op 10 oktober 2019, toen hij in de tweede helft van de tweede helft van het 1-1 gelijkspel in een vriendschappelijke wedstrijd tegen Spanje in Córdoba werd vervangen door Niklas Dorsch. Hij kreeg kort voor het einde een gele en rode kaart.

### Statistieken
| Seizoen                                            | Club               | Land           | Competitie          | Competitie | Competitie | Beker | Beker | Overig* | Overig* | Totaal | Totaal |
| Seizoen                                            | Club               | Land           | Competitie          | Wed.       | Dlp.       | Wed.  | Dlp.  | Wed.    | Dlp.    | Wed.   | Dlp.   |
| -------------------------------------------------- | ------------------ | -------------- | ------------------- | ---------- | ---------- | ----- | ----- | ------- | ------- | ------ | ------ |
| 2015/16                                            | SpVgg Unterhaching | Duitsland      | Regionalliga Bayern | 17         | 1          | 1     | 0     | 2       | 0       | 20     | 1      |
| 2016/17                                            | SpVgg Unterhaching | Duitsland      | Regionalliga Bayern | 21         | 6          | 0     | 0     | 5       | 0       | 26     | 6      |
| 2017/18                                            | SpVgg Unterhaching | Duitsland      | 3. Liga             | 29         | 2          | 0     | 0     | 3       | 2       | 32     | 4      |
| 2018/19                                            | SpVgg Unterhaching | Duitsland      | 3. Liga             | 27         | 2          | –     | –     | 5       | 2       | 32     | 4      |
| 2019/20                                            | Heracles Almelo    | Nederland      | Eredivisie          | 0          | 0          | 0     | 0     | –       | –       | 0      | 0      |
| Carrièretotaal                                     | Carrièretotaal     | Carrièretotaal | Carrièretotaal      | 94         | 11         | 1     | 0     | 15      | 4       | 110    | 15     |
| *Wedstrijden uit play-offs en de Bayerischer Pokal |                    |                |                     |            |            |       |       |         |         |        |        |
| Bijgewerkt op 20 juni 2019                         |                    |                |                     |            |            |       |       |         |         |        |        |

1 De Keijzer ·
2 Benita ·
3 Wieckhoff ·
4 Mirani ·
5 Bruijn ·
6 Čestić ·
7 Limbombe ·
8 Engels ·
9 Hornkamp ·
11 Laursen ·
13 Žambůrek ·
14 De Keersmaecker  ·
16 Jansink ·
17 Bruns ·
18 Leerdam ·
19 Kulenović ·
20 Van Oorschot ·
21 Hoogma ·
22 Milani ·
23 Talvitie ·
24 Mesík ·
26 Van Kaam ·
27 Tijink ·
28 Sambo ·
29 Podgoreanu ·
30 Mantel ·
32 Scheperman ·
35 Bultman ·
36 Te Fruchte ·
39 Rots · 
39 Codinha · 
Coach: Van de Looi 
· Assistent-coach: Krüzen
· Assistent-coach: Reekers
· Keeperstrainer: Van Loo